# Lampsilis satura
Lampsilis satura är en musselart som först beskrevs av I. Lea 1852.  Lampsilis satura ingår i släktet Lampsilis och familjen målarmusslor. IUCN kategoriserar arten globalt som nära hotad. Inga underarter finns listade i Catalogue of Life.